# Riserva naturale orientata Isola di Pantelleria
La riserva naturale orientata Isola di Pantelleria è stata un'area naturale protetta situata nell'isola di Pantelleria, in provincia di Trapani e attiva dal 1999 al 2017.

## Storia
Istituita con un decreto dell'assessorato territorio e ambiente della Regione Siciliana del 10 dicembre 1998. La gestione viene affidata all'Azienda Foreste Demaniali della stessa Regione Siciliana. Con un decreto del 31 ottobre 2001, la riserva viene riperimetrata.
Un decreto del 14 dicembre 2016 dell'assessore al Territorio e ambiente della Regione siciliana ha soppresso la riserva naturale orientata Isola di Pantelleria, perché il suo territorio viene incluso nel nuovo Parco nazionale dell'Isola di Pantelleria. Il decreto è entrato in vigore il 17 gennaio 2017.

## Flora
La vegetazione, caratterizzata dalla macchia mediterranea, è costituita da euforbia, ginepro e mirto. Verso l'interno e a quote più elevate si trova il leccio, l'erica, il corbezzolo ed il pino marittimo. Sulle scogliere aride si intravede qua e là qualche lentisco e ginestra.

## Fauna
La fauna è varia, vista l'estensione dell'isola, e presenta specie europee ma anche nord-africane vista la vicinanza con il continente africano. Caratteristico è l'asino pantesco, una razza di asino originaria dell'isola, molto diffusa fino a pochi decenni fa, ma giunta ormai alla quasi totale estinzione. Fra gli uccelli si possono ricordare il beccamoschino, la cinciallegra, nonché diverse specie di uccelli migratori che vi fanno tappa durante le migrazioni. Fra i rettili si ricorda il colubro ferro di cavallo (Hemorrhois hippocrepis nigrescens).